# Dzięciołowo, Tỉnh West Pomeranian
Dzięciołowo [d͡ʑent͡ɕɔˈwɔvɔ] (trước đây là Dimkuhlen của Đức) là một ngôi làng thuộc khu hành chính của Gmina Tychowo, thuộc quận Białogard, West Pomeranian Voivodeship, ở phía tây bắc Ba Lan. Nó nằm khoảng 12 kilômét (7 mi)  phía đông Tychowo, 31 km (19 mi) phía đông Białogard và 135 km (84 mi) về phía đông bắc của thủ đô khu vực Szczecin.
Trước năm 1945, khu vực này là một phần của Đức. Đối với lịch sử của khu vực, xem Lịch sử của Pomerania.